# 乐稼桥
31°32′28″N 120°33′11″E / 31.54113°N 120.55315°E
乐稼桥，位于中华人民共和国江苏省无锡市新吴区鹅湖镇荡口新桥尚书苑，是无锡市文物保护单位。

## 历史
该桥始建于清朝，为三孔石梁桥，桥面由3块大条石组成。桥长23米、宽1.9米。2016年，无锡市人民政府公布其为无锡市文物保护单位。